# Sandalphon

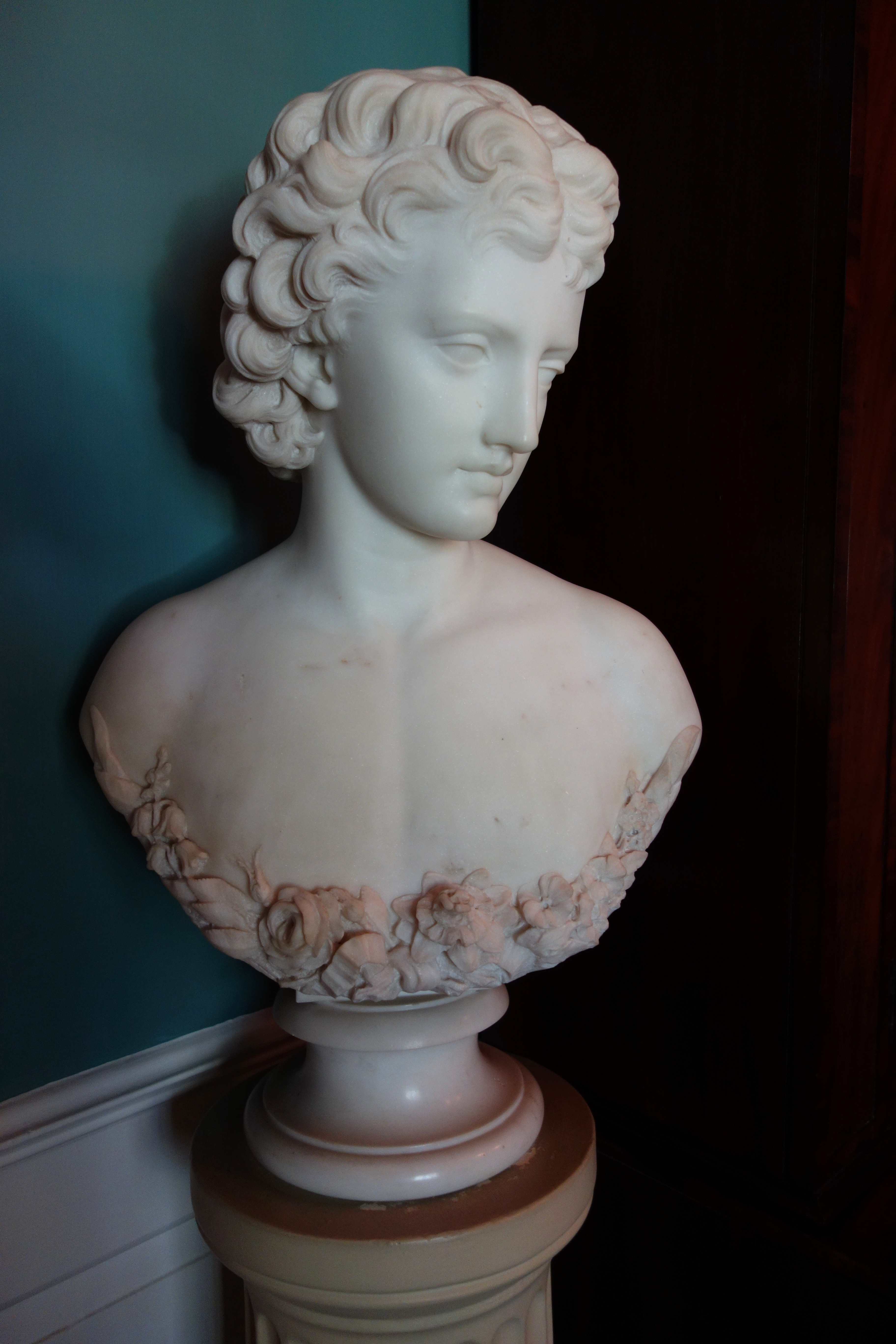
Sandalphon par Florence Freeman

Sandalphon (Hébreu : סָנְדַלְפוֹן ; Grec ancien : Σανδαλφών ; Arabe : سندلفون) est un archange dans les écrits juifs, chrétiens et un ange dans l'islam . Sandalphon figure au premier plan dans les traditions littéraires mystiques du judaïsme rabbinique et dans l'ancien christianisme, notamment dans le Midrash, le Talmud et la Kabbale.

## Origine
Certaines des toutes premières sources sur Sandalphon le mentionnent comme étant le prophète Élie métamorphosé et élevé au statut angélique. D'autres sources (principalement de la période du midrash) le décrivent comme étant le "frère jumeau" de Metatron, qui a des origines humaines provenant de Hénoch similaires à celles de Sandalphon.

## Signification du nom
Le nom Sandalphon est d'une dérivation incertaine. Il vient probablement du préfixe grec sym-/syn-, signifiant "ensemble", et adelphos, signifiant "frère" ; ce qui donnerait approximativement "confrère", puisque le mot de grec moderne pour "collègue", synadelfos (συνάδελφος) a ces mêmes racines. Cela fait probablement référence à la relation entre Sandalphon et Metatron, bien que cette dérivation montre des influences sémitiques incertaines. L'autre possibilité est que Sandalphon vienne du grec sandalion, signifiant "sandale" ; désignant ainsi " celui qui porte des sandales ".

## Descriptions et fonctions
Les descriptions physiques de Sandalphon varient selon les sources. Il est uniformément décrit comme extrêmement grand, dépassant Palaniel (un autre ange) de 152,4 mètres. Durant la visite de Moïse au Troisième ciel, il est dit qu'il a entrevu Sandalphon et l'appela le « grand ange ». Le Talmud babylonien Hagigah dit que la tête de Sandalphon atteint les confins du Paradis, ce qui est aussi dit pour Israfil et pour le monstre grec Typhon, avec lequel Sandalphon semble avoir des racines mythologiques similaires. Il est aussi décrit comme étant un membre du Sarim (princes angéliques) et est un Hazzan (maître du chant céleste).
Dans le Clavicula Salomonis, Sandalphon est désigné comme « le chérubin efféminé de l'Arche ». Dans la liturgie pour le Souccot, il est celui qui rassemble les prières des croyants, en faisant une guirlande de ces prières, et ensuite " les implore de s’élever comme un orbe au suprême roi des rois ". Dans le chapitre 3 du Livre d'Hénoch, il est le chef du Sixième Ciel (makom) mais dans le Sefer Ha Zohar il est le " chef du Septième Ciel ". D'après le folklore musulman, il demeure dans le Quatrième Ciel. Tout comme Michael, il est impliqué dans un combat constant contre Samael (peut-être Satan), un démon ( Il ne peut être cité comme étant un ange du mal car un ange n'implique pas de caractère maléfique ).
Les anciens sages le surnommaient également Ophan (Hébreu pour « roue ») une référence à la « roue à l'intérieur de la roue » de la vision d'Ézéchiel sur le Merkabah (un chariot céleste) dans le chapitre 1 du Livre d'Ézéchiel. Il est également dit sur Sandalphon qu'il a un rôle important sur le choix du sexe de l'embryon.
Dans la Kabbale, Sandalphon est l'ange qui représente le sephira de Malkhut et se chevauche (ou est confondu) avec l'ange Metatron. Il est dit qu'il apparaît avant la présence féminine de Shekhina et il est supposé recevoir les prières des humains et les envoyer à Dieu.